# Маслоковцы
Маслоковцы — посёлок в Варненском районе Челябинской области России. Входит в состав Аятского сельского поселения.

## История
По свидетельству местных старожилов, поселок основан в 1890 г. в Николаевском станичном юрте. Был заселен русскими. Назван по фамилии Н. А. Маслаковца, оренбургского губернатора и наказного атамана (1884—1892). 
В 1929 г. организован колхоз «Новая жизнь».

## География
Расположен в юго-восточной части района, у границы с Республикой Казахстан, на берегу реки Арчаглы-Аят, в месте впадения в нее реки Камысты-Аят. 
Расстояние до районного центра села Варна 58 км.

## Население
| 2002 | 2010 |
| ---- | ---- |
| 217  | ↘99  |

(в 1851 — 266, в 1858 — 289, в 1870 — 302, в 1900 — 948, в 1938 — 737, в 1995 — 631)

## Улицы
- Береговая,
- Набережная,
- Новая,
- Советская,
- Солнечная,
- Уральская.

## Инфраструктура
- ООО «Нововарненское»,
- фельдшерско-акушерский пункт.